# 安達曼星鯊
安達曼星鲨（学名：Mustelus andamanensis），又稱安達曼貂鯊，為軟骨魚綱真鯊目皺唇鯊科星鯊屬的一種，被IUCN列為易危保育類動物，分布於東印度洋緬甸及泰國間的安達曼海海域，深度50至100公尺，本魚體細而延長，嘴部較長，上顎唇褶短於下顎唇褶，背鰭2枚，中等大且直立，身體背面，包括沿著側線，沒有小白點，第一背鰭無白色邊緣，上半部暗色至黑色，第二背鰭遠端呈黑色，尾鰭具有狹窄的白色邊緣，末端尾葉上有的黑色尖端，體長最大可達104公分，棲息在海洋底中層水域，屬肉食性，生活習性不明。